# Schizonycha citima
Schizonycha citima är en skalbaggsart som beskrevs av Louis Albert Péringuey 1904. Schizonycha citima ingår i släktet Schizonycha och familjen Melolonthidae. Inga underarter finns listade i Catalogue of Life.